# Brush Prairie
Brush Prairie – jednostka osadnicza w Stanach Zjednoczonych, w stanie Waszyngton, w hrabstwie Clark.